# 르베그 분해
측도론에서 르베그 분해(영어: Lebesgue decomposition)는 임의의 시그마 유한 측도를 절대 연속 성분(絶對連續成分, 영어: absolutely continuous component)과 특이 연속 성분(特異連續成分, 영어: singular continuous component)과 순수 점 성분(純粹點成分, 영어: pure point component)의 합으로 나타내는 표준적인 표현이다. 이 세 성분 가운데 절대 연속 성분과 순수 점 성분의 경우 간단한 구조 정리가 존재하지만, 특이 연속 성분의 구조는 매우 복잡하다. 일부 경우, 특이 연속 성분이 0임을 증명할 수 있다.
복소수 힐베르트 공간 위의 자기 수반 작용소는 그 스펙트럼 위의 측도를 정의하며, 그 르베그 분해는 이에 대응되는 복소수 힐베르트 공간의 직합 분해를 정의한다.

## 정의

### 특이 측도
가측 공간 {\displaystyle (X,{\mathcal {F}})} 위의 두 측도 {\displaystyle \mu }, {\displaystyle \nu }에 대하여, 만약 다음 조건들을 만족시키는 {\displaystyle A,B\in {\mathcal {F}}}가 존재한다면, 이 두 측도가 서로 특이 측도(영어: singular measures)라고 한다.
- {\displaystyle A\cup B=X}
- {\displaystyle \mu (A\cap S)=0\qquad \forall S\in {\mathcal {F}}}
- {\displaystyle \nu (B\cap S)=0\qquad \forall S\in {\mathcal {F}}}

### 르베그 분해
시그마 유한 측도 공간 {\displaystyle (X,{\mathcal {F}},\mu )}에 대하여, {\displaystyle \mu }의 르베그 분해는 다음과 같은 꼴의 분해이다.
{\displaystyle \mu =\mu _{\text{ac}}+\mu _{\text{s}}}
여기서
- {\displaystyle \mu _{\text{ac}}\ll \mu }. 즉, {\displaystyle \mu _{\text{ac}}}는 {\displaystyle \mu }-절대 연속 측도이다.
- {\displaystyle \mu _{\text{s}}\perp \mu }

또한, 특이 성분 {\displaystyle \mu _{\text{s}}}는 다음과 같이 추가로 분해된다.
{\displaystyle \mu _{\text{s}}=\mu _{\text{pp}}+\mu _{\text{sc}}}
여기서
- {\displaystyle \mu _{\text{pp}}}는 순수하게 원자로만 구성된 측도이다. 즉, 어떤 가산 집합 {\displaystyle {\mathcal {C}}\subseteq {\mathcal {F}}} 및 함수 {\displaystyle f\colon {\mathcal {C}}\to (0,\infty ]}에 대하여, 다음이 성립한다.
{\displaystyle \mu _{\text{pp}}(S)=\sum _{C\in {\mathcal {C}}\cap {\mathcal {P}}(S)}f(C)\qquad \forall S\in {\mathcal {F}}}
{\displaystyle \forall S\in {\mathcal {F}}\colon (\mu _{\text{pp}}(S\cap C)>0\implies S\cap C=C)}
- {\displaystyle \mu _{\text{sc}}}는 원자를 갖지 않는다. 즉, 임의의 {\displaystyle S\in {\mathcal {F}}}에 대하여, 만약 {\displaystyle \mu _{\text{sc}}(C)>0}이라면, {\displaystyle \mu _{\text{pp}}(C\cap S)>0}이자 {\displaystyle C\cap S\neq C}인 {\displaystyle S\in {\mathcal {F}}}가 존재한다.

절대 연속 성분 {\displaystyle \mu _{\text{ac}}}는 라돈-니코딤 정리에 의하여 쉽게 이해될 수 있다. 즉, 특이 연속 성분을 제외하면 르베그 분해의 나머지 두 성분은 쉽게 이해된다.

### 작용소의 경우
복소수 힐베르트 공간 {\displaystyle {\mathcal {H}}} 위의 조밀 부분 집합 {\displaystyle D\subseteq {\mathcal {H}}} 위에 정의된 자기 수반 작용소 {\displaystyle T\colon D\to {\mathcal {H}}}는 그 스펙트럼 {\displaystyle \sigma (D)} 위의 측도를 정의한다. 이 경우, {\displaystyle \sigma (D)} 위의 측도 {\displaystyle \mu }를 위와 같이 분해할 수 있다.
{\displaystyle \mu =\mu _{\text{ac}}+\mu _{\text{sc}}+\mu _{\text{pp}}}
이에 따라, 측도의 분해에 대응하는 힐베르트 공간의 직합 분해를 정의할 수 있다.
{\displaystyle {\mathcal {H}}={\mathcal {H}}_{\text{ac}}\oplus {\mathcal {H}}_{\text{sc}}\oplus {\mathcal {H}}_{\text{pp}}}

## 예

칸토어 3진 함수의 그래프

칸토어 3진 함수(Cantor三進函數, 영어: Cantor ternary function)를 다음과 같이 정의하자.
{\displaystyle f\colon [0,1]\to [0,1]}
{\displaystyle f\colon \sum _{i=1}^{\infty }a_{i}3^{-i}\mapsto {\begin{cases}\left(\sum _{i=1}^{a_{i}-1}a_{i}2^{-i-1}\right)+a_{i_{0}}2^{-i_{0}}&\exists i_{0}=\min\{i\in \mathbb {Z} ^{+}\colon a_{i}=1\}\\\sum _{i=1}^{\infty }a_{i}2^{-i-1}&\nexists i\in \mathbb {Z} ^{+}\colon a_{i}=1\\\end{cases}},\qquad a_{1},a_{2},\dotsc \in \{0,1,2\}}
즉, 이 함수는 수의 3진법 표현에 일종의 알고리즘을 가해 2진법으로 표현된 수를 정의한다.
그렇다면, {\displaystyle f}를 누적 분포 함수로 갖는, {\displaystyle [0,1]} 위의 르베그 측도는 르베그 분해 아래 순수하게 특이 연속 성분만으로 구성된다.

## 역사
앙리 르베그가 도입하였다.:61; 163, Remark 1; §VIII.III

## 참고 문헌
1. ↑  Lebesgue, Henri (1928). 《Leçons sur l'intégration et la récherche des fonctions primitives professée au Collège de France》. Collection de monographies sur la théorie des fonctions publiée sous la direction de M. Émile Borel (프랑스어). 파리: Gauthier-Villars, Imprimeur-Libraire.